# Gueorgui Karpechenko
Gueorgui Dmítrievich Karpechenko (en ruso: Георгий Дмитриевич Карпеченко; 21 de abril de 1899 - 28 de julio de 1941) fue un biólogo ruso y soviético.
Karpechenko se especializó en citología vegetal y creó varios híbridos. Entre sus contribuciones se encuentra su trabajo fundamental sobre alopoliploides, que culminó con la creación de una descendencia fértil de la cruza entre rábanos y coles, el primer caso de una nueva especie obtenida mediante especiación poliploide durante el cruzamiento experimental.
Trabajó en el Instituto de Botánica Aplicada cerca de Leningrado, pero colaboró con genetistas de otros países, en particular Øjvind Winge en Dinamarca y Erwin Baur en Alemania. También viajó al extranjero a la John Innes Horticultural Institution en Londres. Fue arrestado por la NKVD bajo el falso argumento de pertenecer a un supuesto "grupo antisoviético" centrado en el conocido botánico ruso Nikolai Vavilov, quien era su colega en Leningrado. Fue condenado a muerte y ejecutado el 28 de julio de 1941.